# Leandra glandulosa
Leandra glandulosa är en tvåhjärtbladig växtart som beskrevs av S.Winkl.. Leandra glandulosa ingår i släktet Leandra och familjen Melastomataceae.
Artens utbredningsområde är El Salvador. Inga underarter finns listade i Catalogue of Life.